# We Are Your Tomorrow
We Are Your Tomorrow är en sång som framfördes av David Lindgren i Melodifestivalen 2016. Sången, som är skriven av Gustav Efraimsson, Sharon Vaughn, Anderz Wrethov, tog sig direkt ifrån semifinalen till finalen i Friends Arena. Sången placerade sig som högst på 27:e plats på den svenska singellistan.

## Listplaceringar
| Lista (2016) | Topplacering |
| ------------ | ------------ |
| Sverige      | 27           |